# Arne Siemsen
Arne Siemsen (født 27. august 1956) er en dansk skuespiller, der ikke har nogen skuespilleruddannelse bag sig, men som siden 1983 har medvirket i en halv snes spillefilm. Han har haft sin egen tv-serie på TV 2 Charlie og er også kendt for sin medvirken i flere forskellige tv-reklamer.
På TV blev han især kendt for rollen som General Dryptud sammen med "kamelen" Johanna.

## Filmografi
- Koks i kulissen – 1983
- Flamberede hjerter – 1986
- Huller i suppen – 1988
- Casanova – 1990
- Sirup – 1990
- Frække Frida og de frygtløse spioner – 1994
- Den eneste ene – 1999
- Ørkenens juvel – 2001
- Min søsters børn i Ægypten – 2004
- Solkongen – 2005
- Hvidsten Gruppen – 2012